# El Correo Gallego

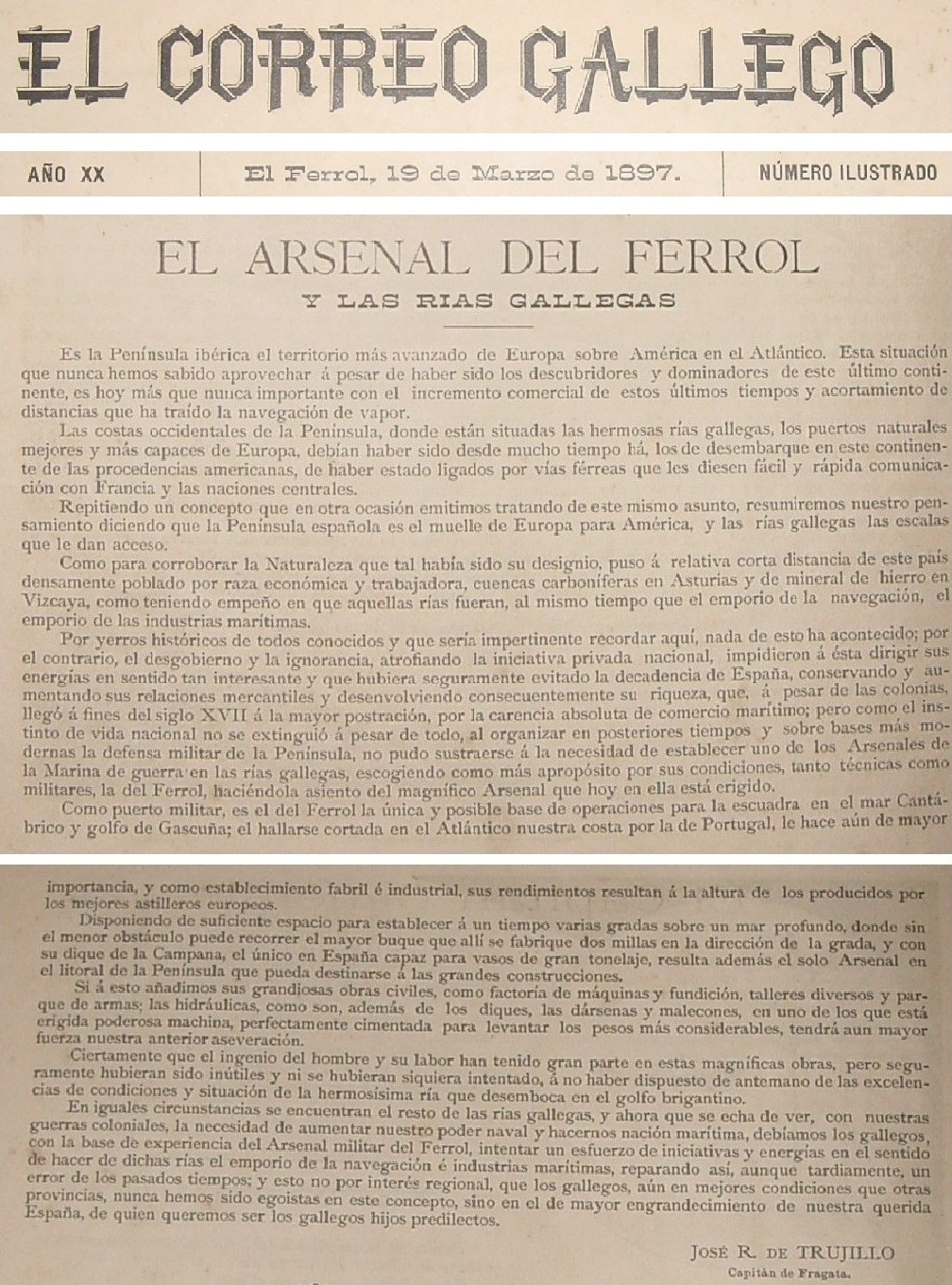
El Correo Gallego, édition du 19 mars 1897

El Correo Gallego est un journal quotidien espagnol publié à Santiago de Compostela (Saint-Jacques-de-Compostelle), édité par Editorial Compostela.